# آلبان (کامیونیتی)، ویسکانسین
آلبان (به انگلیسی: Alban) یک منطقهٔ مسکونی در ایالات متحده آمریکا است که در البان، ویسکانسین واقع شده است. آلبان ۳۴۸٫۰۹ متر بالاتر از سطح دریا قرار دارد.